# Seznam azerbajdžanskih igralcev
Seznam azerbajdžanskih igralcev.

## A
- Lutfali Abdullayev
- Telman Adigozalov
- Ahmed Agdamski
- Alasgar Alakbarov
- Mirzaagha Aliyev
- Huseyn Arablinski

## B
- Mirza Babayev
- Shamsi Badalbeyli
- Rasim Balayev
- Afag Bashirgyzy
- Rashid Behbudov
- Polad Bülbüloğlu

## D
- Marziyya Davudova

## G
- Fatma Gadri
- Aghasadyg Garaybeyli
- Govhar Gaziyeva

## K
- Munavvar Kalantarli
- Zulfiyya Khanbabayeva

## M
- Tahir Mamedov
- Fakhraddin Manafov

## O
- Hamida Omarova

## R
- Ulvi Rajab
- Hagigat Rzayeva

## S
- Latif Safarov
- Huseyngulu Sarabski
- Barat Shakinskaya
- Abbas Mirza Sharifzadeh

## Y
- Rza Tahmasib
- Jahan Talyshinskaya
- Pamphylia Tanailidi
- Hasanagha Turabov

## Z
- Nasiba Zeynalova